# Kanton Morne-à-l'Eau
Kanton Morne-à-l'Eau is een kanton van het Franse departement Guadeloupe. Kanton Morne-à-l'Eau maakt deel uit van het arrondissement Pointe-à-Pitre en telde 16.495 inwoners in 2019.
In 2015 werden de kantons Morne-à-l'Eau-1 en Morne-à-l'Eau-2 samengevoegd tot Morne-à-l'Eau.

## Gemeenten
De kanton Morne-à-l'Eau omvat de volgende gemeente:
- Morne-à-l'Eau